# Table des caractères Unicode/U1D360
Cette page contient des caractères spéciaux ou non latins. S’ils s’affichent mal (▯, ?, etc.), consultez la page d’aide Unicode.
Table des caractères Unicode U+1D360 à U+1D37F.

## Chiffres-bâtonnets chinois(Unicode 5.0)
Utilisés pour la numération à bâtons.

### Table des caractères
| en fr   | 0 | 1 | 2 | 3 | 4 | 5 | 6 | 7 | 8 | 9 | A | B | C | D | E | F |
| U+1D360 | 𝍠 | 𝍡 | 𝍢 | 𝍣 | 𝍤 | 𝍥 | 𝍦 | 𝍧 | 𝍨 | 𝍩 | 𝍪 | 𝍫 | 𝍬 | 𝍭 | 𝍮 | 𝍯 |
| ------- | - | - | - | - | - | - | - | - | - | - | - | - | - | - | - | - |
| U+1D370 | 𝍰 | 𝍱 | 𝍲 | 𝍳 | 𝍴 | 𝍵 | 𝍶 | 𝍷 | 𝍸 |   |   |   |   |   |   |   |